# Manuel de Pina
Jacob o Manuel de Pina fue un humorista, escritor, poeta, músico y dramaturgo holandés sefardí de expresión española, nacido y fallecido en el siglo XVII.

## Biografía
Su familia vino a Ámsterdam desde Portugal, en cuya capital Lisboa nació el escritor. En su obra literaria usó el castellano y el portugués. En 1656 publicó, al parecer en Ámsterdam, un cancionero de obras de burlas, titulado Chanzas de ingenio y dislates de las Musas, que provocó mucha polémica en la comunidad sefardí, siendo prohibido tres veces por el mahamad de la comunidad, más por sus obscenidades que por su heterodoxia (además podía provocar a los cristianos porque los ataca en varias ocasiones). Poco antes había colaborado con algunos versos en el libro de homenaje Elogios que celosos dedicaron a la felice memoria de Abraham Núñez Bernal, mártir judío quemado vivo en Córdoba en 1655. Los poemas jocosos de Pina se caracterizan por un escatologismo y erotismo quevedianos: se dedican a fustigar a mujeres, homosexuales, italianos etcétera, todo ello dentro de la habitual línea carnavalesca. Del mismo tono es su comedia burlesca La mayor hazaña de Carlos VI, incluida en Chanzas del ingenio, que parodia La mayor hazaña de Carlos V de Diego Jiménez de Enciso. El hispanista Israël Salvator Révah ha investigado datos biográficos sobre este autor.